# Weltpolitik
Weltpolitik (germană: [ˈvɛltpoliˌtiːk], „politica mondială”) a fost numele politicii germane  imperialiste adoptate de Imperiul German în timpul domniei împăratului Wilhelm al II-lea. Obiectivul acesteia era transformarea Germaniei într-o putere globală. Deși a fost considerată de către un spectru larg al societății germane drept o consecință logică a unificării țării, aceasta a marcat o ruptură decisivă cu epoca „Realpolitik”, abordarea politică defensivă a lui  Bismarck.
Se consideră că originile acestei noi abordări a politicii externe pot fi găsite în dezbateriele din Reichstag de pe 6 decembrie 1897, în timpul căreia ministrul de externe Bernhard von Bülow a declarat: „pe scurt: Dorim să nu aruncăm pe nimeni în umbră, dar ne dorim și propriul loc la soare.” ( „Mit einem Worte: wir wollen niemand in den Schatten stellen, aber wir verlangen auch unseren Platz an der Sonne.”)
Istoricul Nancy Mitchell consideră că  Weltpolitik a fost o schimbare a instrumentelor politicii externe germane. Până în momentul în care kaiserul Wilhelm l-a destituit pe Bismarck, Germania și-a concetrat eforturile pentru împiedicarea posibilității implicării țării într-un război pe două fronturi în Europa. Mai înainte de Weltpolitik , liderii germani s-au concentrat în principal pe folosirea armatei și unei diplomații rafinate pentru menținerea  statutul de putere europeană. În practică, Bismarck s-a ferit inițial să dobândească colonii peste mări și a dorit să  rezerve Germaniei rolul de „broker cinstit” în afacerile continentale, deși Congresul de la Berlin din 1878 a demonstrat limitele punctelor sale de vedere politice în domeniul medierii internaționale.
Cu toate acestea, în ciuda scepticismului inițial al lui Bismarck, bazele imperiului colonial german au fost deja puse în timpul mandatului său începând cu 1884, când guvernul a început să plaseze proprietățile dobândite în mod privat de colonizatori precum Adolf Lüderitz, Adolph Woermann , Carl Peters și Clemens Denhardt sub protecția Reichului german, acțiune care a necesitat acțiuni costisitoare, ca în cazul înăbușirii rebeliuni conduse de Abushiri ibn Salim al-Harthi din 1888. Istoricul german Hans-Ulrich Wehler a afirmat că politica colonială germană de ultimele decenii ale secolui al XIX-lea a fost un exemplu de imperialism social „pragmatic”, o abordare care a permis guvernului să distragă atenția publicului de la problemele interne și să păstreze ordinea socială și politică existentă.<refEley, Geoff. „Social Imperialism” pp. 925-926 din Modern Germany Volume 2, New York, Garland Publishing, 1998 page 925.</ref>
În cadrul Weltpolitik , în ciuda faptului că războiul pe două fronturi era încă în fruntea preocupărilor liderilor politico-militari germani, așa cum avea să o dovedească Planul Schlieffen, kaiserul Wilhelm al II-lea avea ambiții mult mai mari. Politicile coloniale au devenit oficial o problemă de prestigiu  național, promovat de grupuri de presiune precum Liga Pan-Germană.  În cursul cursei pentru împărțirea Africii, Germania pierduse startul și a trebuit să facă eforturi pentru ca să își prindă din urmă competitorii. 
Cu toate acestea, Germania a reușit să obțină doar câteva succese coloniale mici, cum au fost  Concesiunea golfului Kiautschou și Neukamerun. În acest timp, kaiserul Wilhelm și-a exprimat clar opțiunea pentru o politică de colonizare în telegrama „Kruger” din 1896 și răspunsul la Criza venezuelană din 1902–1903.  Atitudinea  social-darwinistă a Wilhelm a fost reflectată în genocidul populației herero și namaqua din 1904 și în suprimarea rebeliunii Maji Maji din 1907, precum și în  prima și  a doua criză marocană din 1905 și 1911.
Germania a pierdut cursa pentru înarmarea navală când germanii nu au reușit să țină pasul cu britanicii după apariția cuirasatelor „dreadnought” în 1906. Odată cu semanrea  Convenției anglo-rusă și a Tripla Antantă din 1907, „Weltpolitika” germană s-a arătat incapabilă să împiedice amenințarea unui război pe două fronturi. Eșecul final al politicii a fost consființit în timpul primei conflagrații ondiale.